# Artur Partyka
Artur Jerzy Partyka (Stalowa Wola, 25 luglio 1969) è un ex altista polacco, vicecampione olimpico ad Atlanta 1996 e tre volte campione europeo.

## Carriera
In aggiunta alle 10 medaglie conquistate in carriera in manifestazioni internazionali, con 2,38 m detiene la 10ª prestazione mondiale di ogni epoca.

## Palmarès
| Anno | Manifestazione             | Sede       | Risultato | Misura | Note           |
| ---- | -------------------------- | ---------- | --------- | ------ | -------------- |
| 1990 | Campionati europei indoor  | Glasgow    | Oro       | 2,33 m |                |
| 1991 | Campionati mondiali indoor | Siviglia   | Argento   | 2,37 m | Record europeo |
| 1992 | Giochi olimpici            | Barcellona | Bronzo    | 2,34 m |                |
| 1993 | Campionati mondiali        | Stoccarda  | Argento   | 2,37 m |                |
| 1994 | Campionati europei         | Helsinki   | Argento   | 2,33 m |                |
| 1995 | Campionati mondiali        | Göteborg   | Bronzo    | 2,35 m |                |
| 1996 | Giochi olimpici            | Atlanta    | Argento   | 2,37 m |                |
| 1997 | Campionati mondiali        | Atene      | Argento   | 2,35 m |                |
| 1998 | Campionati europei         | Budapest   | Oro       | 2,31 m |                |
| 1998 | Campionati europei indoor  | Valencia   | Oro       | 2,34 m |                |